# Ewa Braunová
Ewa Braun (* 2. srpna 1944 Krakov) je polská oscarová scénografka, kostýmní výtvarnice, produkční návrhářka a profesorka umění.
V produkčním designu pracuje od šedesátých let. Její nejznámější inscenace jsou Evropa, Evropa (1990) od Agnieszky Holland, Schindlerův seznam (1993) Stevena Spielberga (Oscar sdílený s Allanem Starskim za nejlepší uměleckou režii/dekorace) a Svatý týden (1995) od Andrzeje Wajdy.
Je dcerou spisovatele Andrzeje Brauna.

## Kariéra
Absolvovala dějiny umění na Varšavské univerzitě (1970). Doktorát získala v roce 2014 na Akademii výtvarných umění ve Varšavě. V roce 2019 obdržela akademický titul profesor umění.
Jako akademická pedagožka je spojená s Akademií výtvarných umění ve Varšavě a PWSFTviT v Lodži. Stala se členkou Americké akademie filmových umění a Polské filmové akademie.
V roce 1970 začala pracovat ve filmových a televizních produkcích především jako kostýmní návrhářka. Spoluvytvářela vizuální prostředí filmů mnoha polských režisérů, včetně Tadeusze Konwického, Krzysztofa Zanussiho, Agnieszky Hollandové a Andrzeje Wajday.
V roce 1994 získala Oscara za design interiérů pro Schindlerův seznam Stevena Spielberga. V roce 1987 získala na polském festivalu celovečerních filmů v Gdyni cenu za scénografii pro film Miracle Child.